# Pißdorf
Pißdorf ist ein Ortsteil der Ortschaft Osternienburg der Gemeinde Osternienburger Land im Landkreis Anhalt-Bitterfeld in Sachsen-Anhalt, (Deutschland).

## Geographie

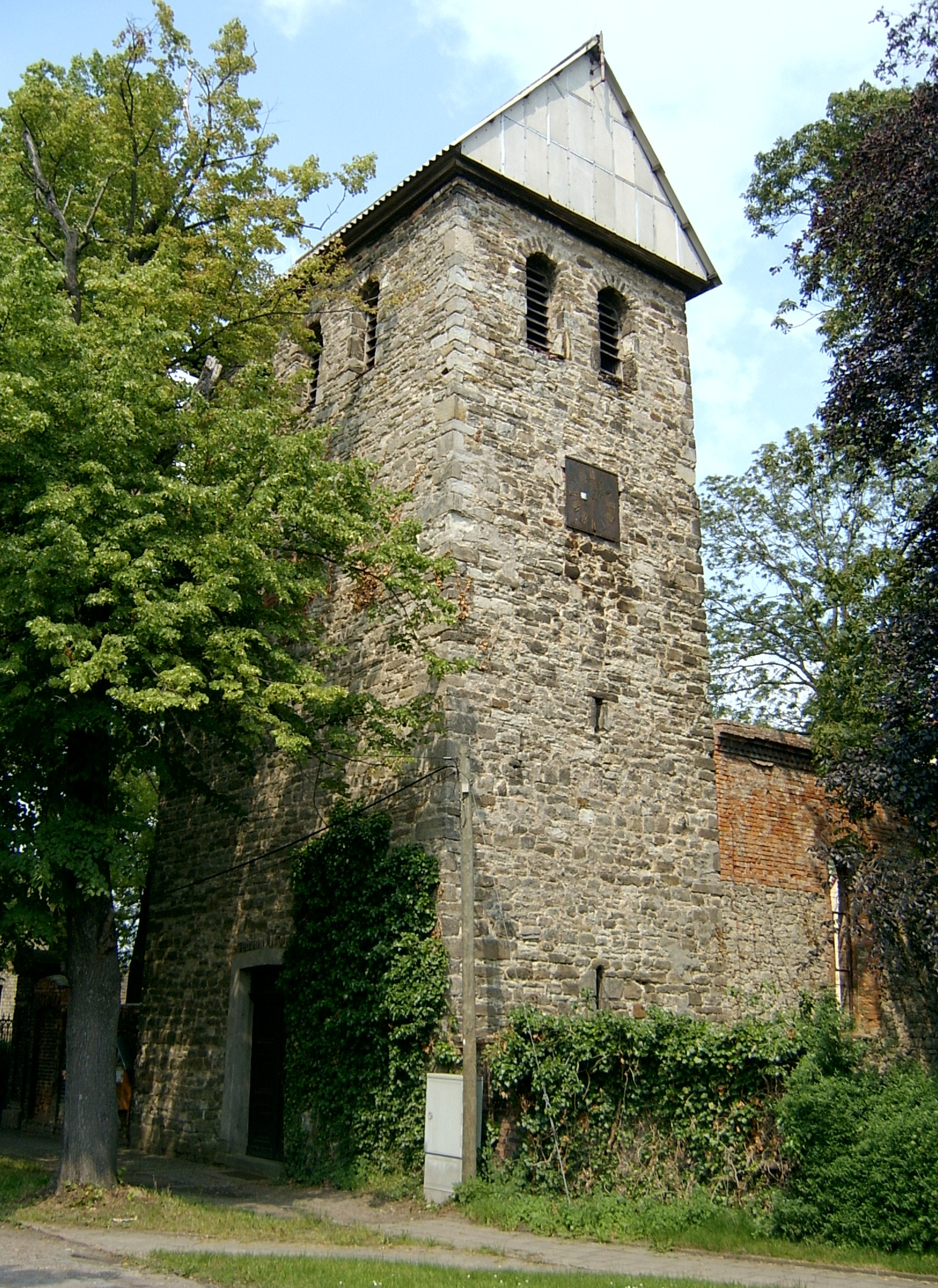
Die Kirche in Pißdorf vor der Instandsetzung (2006)

Pißdorf liegt zwischen Dessau-Roßlau und Köthen am Rande des Biosphärenreservates Mittlere Elbe.

## Geschichte
Ersterwähnt wird das Dorf 1342 als Bistorp und noch 1732 heißt der Ort Bisdorp. Erst danach wird daraus der heutige, etwas ungewöhnliche Name. Es ist anzunehmen, dass er auf ein Bischofsdorf zurückzuführen ist, zumal der Bischof von Brandenburg das Patronatsrecht innehatte. Auf der Flur gab es Funde der Schönfelder Kultur, der Früheisenzeit und der Bronzezeit. Die Dorfkirche stammt in ihren ältesten Teilen aus dem 13. Jahrhundert und wurde mehrfach umgebaut.
Am 20. Juli 1950 wurde die bis dahin eigenständige Gemeinde Pißdorf nach Osternienburg eingemeindet.
1972 wurden Kirche und Turm schwer beschädigt. 2011/2012 erhielt sie ihre alte Turmhaube wieder.

## Wappen
Das Wappen von Pißdorf zeigt einen springenden Hund.

## Kultur und Sehenswürdigkeiten
Jährlich findet im Mai das vom Kultur- und Heimatverein Pißdorf veranstaltete traditionelle Ringreiten statt. Neben der Dorfkirche aus dem 13. Jh. gab es früher auch eine Windmühle beim Dorf. Am Ortseingang findet sich ein Völkerschlachtdenkmal. Die ehemalige Dorfschule ist heute Wohnhaus, ähnlich verhält es sich mit dem Pfarrhaus.

## Verkehr
Der Ort liegt an der Bundesstraße 187a.
Durch den Ort verläuft der Europaradweg R1, der das französische Boulogne-sur-Mer mit Sankt Petersburg in Russland verbindet. Auf derselben Routenführung verläuft auf diesem Abschnitt ebenfalls der Radweg Deutsche Einheit sowie der D11.